# Широкоис (Иссинский район)
Широкоис — село в Иссинском районе Пензенской области, входит в состав Уваровского сельсовета.

## География
Расположено на берегу реки Сухой Широкоис в 8 км на юго-восток от центра сельсовета села Уварово и в 24 км на юг от райцентра посёлка Исса.

## История
Основано помещиком. В 1717 г. им владели Григорий, Петр, Степан и Федор Васильевичи Кошкаровы, в этот год деревня была выжжена во время кубанского погрома. С 1780 г. – в составе Инсарского уезда Пензенской губернии. В 1782 г. «селы Богородское, Шеркаис тож, Никольское, Тоузаково тож, з деревней Головачевкой Ивана Федорова сына Кашкарова, Марьи Ивановны Юрьевой, Агафаклеи Ивановой дочери Бахметевой, Татьяны Васильевой дочери Глебовой» насчитывали 208 дворов, 835 ревизских душ, всей дачи – 5397 десятин, в том числе усадебной земли – 212, пашни – 3350, сенных покосов – 993, леса – 766. Село Богородское располагалось на правой стороне речки Шеркаиса и по обе стороны двух ее вершин, «на коих по пруду»; церковь Казанской Пресвятой Богородицы с приделом Иоанна Воина и господский дом – деревянные; земля – чернозем с песком, «урожай хлеба и травы средствен», крестьяне на оброке и на пашне. Перед отменой крепостного права – с. Широкоис Мокшанского уезда, имение Ольги Васильевны Кошкаровой, вместе с ее крепостными, проживавшими в сельце Пелетьме и д. Сытинке, у нее 439 ревизских душ крестьян, 41 ревизская душа дворовых людей, 204 тягла (барщина), 106 крестьянских дворов, у крестьян 1284 дес. пашни, 144 дес. сенокоса, у помещицы 2855 дес. удобной полевой земли. В середине XIX в. при селе ярмарка и базар. В 1877 г. – в составе Уваровской волости, 81 двор, каменная церковь во имя иконы Казанской Богородицы (построена в 1858 г.). В 1910 г. – село Царевщинской волости Мокшанского уезда, одна община, 137 дворов, церковь, частная школа, 2 ветряные мельницы, шерсточесалка, кузница, 3 лавки, в 2 верстах – имение Кассини.
С 1928 года село входило в состав Бекетовского сельсовета Иссинского района Пензенского округа Средне-Волжской области (с 1939 года — в составе Пензенской области). В 1939 г. – центральная усадьба колхоза «Маяк революции» (организован в 1930 г.), 133 двора. В 1955 г. – в составе Бекетовского сельсовета, центральная усадьба колхоза «Маяк революции». По другим сведениям, в 1955 г. – в составе Уваровского сельсовета, центральная усадьба совхоза «Иссинского». В 1980-е гг. – центральная усадьба колхоза «Широкоисский». 

## Население
| 1782 | 1864 | 1877 | 1897 | 1910 | 1926 | 1930  |
| ---- | ---- | ---- | ---- | ---- | ---- | ----- |
| 511  | ↘472 | ↗615 | ↗641 | ↗881 | ↗960 | ↗1193 |
| 1939 | 1959 | 1979 | 1989 | 1996 | 2002 | 2010  |
| ↘723 | ↘388 | ↘164 | ↘92  | ↘84  | ↘60  | ↘2    |